# Atletismo en los Juegos Panamericanos

Atletismo

La prueba de atletismo fue admitida en los Juegos Panamericanos desde la primera edición que se celebró en Buenos Aires en Argentina en 1951.

## Eventos
Los siguientes eventos son los realizados en la prueba de atletismo, según la sede son los eventos realizados. 

### Masculino
| - 100 m - 200 m - 400 m - 800 m - 1500 m - 5000 m - 10 000 m - 110 m vallas - 400 m vallas - 3000 m obstáculos - 20 km marcha - 50 km marcha | - Maratón - Salto de altura - Salto con pértiga - Salto de longitud - Salto triple - Lanzamiento de peso - Lanzamiento de disco - Lanzamiento de martillo - Lanzamiento de jabalina - 4 × 100 m - 4 x 400 m - Decatlón |

### Femenino
| - 100 m - 200 m - 400 m - 800 m - 1500 m - 5000 m - 10 000 m - 100 m vallas - 400 m vallas - 3000 m obstáculos - 20 km marcha - Maratón | - Salto de altura - Salto con pértiga - Salto de longitud - Salto triple - Lanzamiento de peso - Lanzamiento de disco - Lanzamiento de martillo - Lanzamiento de jabalina - 4 × 100 m - 4 × 400 m - Heptatlón |

## Medallero Histórico
Actualizado a los Juegos Panamericanos de Santiago 2023
| Núm. | País                                 | Oro | Plata | Bronce | Total |
| ---- | ------------------------------------ | --- | ----- | ------ | ----- |
| 1    | Estados Unidos                       | 307 | 263   | 194    | 764   |
| 2    | Cuba                                 | 144 | 128   | 114    | 386   |
| 3    | Brasil                               | 71  | 66    | 74     | 211   |
| 4    | Canadá                               | 59  | 74    | 90     | 223   |
| 5    | México                               | 54  | 53    | 40     | 147   |
| 6    | Jamaica                              | 29  | 33    | 41     | 103   |
| 7    | Argentina                            | 18  | 20    | 30     | 68    |
| 8    | Chile                                | 16  | 14    | 21     | 51    |
| 9    | Colombia                             | 14  | 20    | 35     | 69    |
| 10   | Ecuador                              | 12  | 10    | 5      | 27    |
| 11   | Venezuela                            | 8   | 13    | 13     | 34    |
| 12   | Perú                                 | 7   | 5     | 9      | 21    |
| 13   | Bahamas                              | 6   | 15    | 13     | 34    |
| 14   | República Dominicana                 | 6   | 6     | 12     | 24    |
| 15   | Trinidad y Tobago                    | 3   | 13    | 14     | 30    |
| 16   | Guatemala                            | 3   | 5     | 8      | 16    |
| 17   | Islas Vírgenes Británicas            | 3   | 3     | 6      | 12    |
| 18   | Costa Rica                           | 3   | 1     | 1      | 5     |
| 19   | Panamá                               | 2   | 3     | 4      | 9     |
| 20   | Santa Lucía                          | 2   | 0     | 3      | 5     |
| 21   | Puerto Rico                          | 1   | 8     | 11     | 20    |
| 22   | Guyana                               | 1   | 4     | 4      | 9     |
| 23   | Granada                              | 1   | 3     | 2      | 6     |
| 24   | Barbados                             | 1   | 2     | 8      | 11    |
| 25   | Antigua y Barbuda                    | 1   | 2     | 4      | 7     |
| 26   | Surinam                              | 1   | 1     | 2      | 4     |
| 27   | Antillas Neerlandesas                | 1   | 0     | 1      | 2     |
| 28   | El Salvador                          | 1   | 0     | 0      | 1     |
| 29   | Uruguay                              | 0   | 3     | 7      | 10    |
| 30   | Dominica                             | 0   | 2     | 2      | 4     |
| 30   | San Cristóbal y Nieves               | 0   | 2     | 2      | 4     |
| 32   | Islas Caimán                         | 0   | 2     | 0      | 2     |
| 33   | Paraguay                             | 0   | 1     | 0      | 1     |
| 34   | Islas Vírgenes de los Estados Unidos | 0   | 0     | 2      | 2     |
| 34   | San Vicente y las Granadinas         | 0   | 0     | 2      | 2     |
| 36   | Equipo de Atletas Independientes     | 0   | 0     | 1      | 1     |